# Кузьмін Віктор Євгенович
Віктор Євгенович Кузьмін (нар.1 липня 1951, Полтава) — український хімік, фахівець у галузі органічної хімії, теоретичної хімії, стереохімії та хемоінформатики. Академік Національної академії наук України. Доктор хімічних наук, професор кафедри теоретичних основ хімії Одеської політехніки. Завідувач відділом молекулярної структури та хемоінформатики Фізико-хімічного інституту ім. О. В. Богатського НАН України. З 16 червня 2021 директор ФХІ імені О. В. Богатського НАН України.

## Біографія
Народився 1 липня 1951 року в Полтаві. 1973 року закінчив Одеський державний університет. По завершенню залишився працювати в університеті. Від 1978 року починає працювати у Фізико-хімімічному інституті НАНУ (Одеса). З 1988 по 2007 рік завідувач лабораторії теоретичної хімії, з 2007 по 2012 рік заступник директора інституту з наукової роботи. З 2012 року завідувач відділом молекулярної структури та хемоінформатики. З 2021 року — директор інституту.
Одночасно з 1993 року за сумісництвом працював в Одеському національному університеті. З 2008 року професор кафедри органічної хімії. Згодом —професор кафедри теоретичних основ хімії Одеської політехніки.
Сфера наукових інтересів В. Є. Кузьміна — дослідження закономірностей впливу будови органічних сполук на їх властивості. Сформований науковий напрямок «Цілеспрямований пошук і молекулярний дизайн нових речовин та матеріалів з комплексом корисних властивостей, що базується на структурно-функціональному аналізі сполук та враховує їх топологію, геометрію і розподіл властивостей атомів у молекулі». На основі цих досліджень створено і впроваджено 12 комп'ютерних експертних систем для прогнозування властивостей органічних сполук.
Віктор Євгенович Кузьмін автор понад 300 наукових статей (111 з них у міжнародних виданнях), 8 монографій (7 видані у США), 2 винаходів та 2 навчальних посібників. Він підготував 15 кандидатів і 2 докторів наук. Співкерівник 11 проектів за грантами міжнародних наукових фондів (ISF, INTAS, STCU, FP7).
Член наукових товариств American Chemical Society, Cheminformatics and QSAR Society та International Society for Antiviral Research, член редколегій журналів: International Journal of Quantitative Structure-Property Relationship та Journal of Nanotoxicology and Nanomedicine.

## Нагороди
- Нагрудний знак «За професійні здобутки» (НАН України)
- Пам'ятна відзнака на честь 100-річчя Національної академії наук України